# Mauritz Stiller
Mauritz Stiller (Helsinki, 17 juli 1883 – Stockholm, 18 november 1928) was een Zweeds acteur en filmregisseur.
Stiller geldt als een van de grote pioniers van de Zweedse film. Hij begon zijn carrière als toneelspeler en theaterregisseur. In 1912 zette hij zijn eerste stappen in de filmindustrie. 

## Filmografie
- 1928 – Street of Sin
- 1927 – The Woman on Trial
- 1927 – Barbed Wire
- 1927 – Hotel Imperial
- 1926 – Fresterskan (The Temptress)
- 1924 – Gösta Berlings saga
- 1923 – Gunnar Hedes saga
- 1921 – De landsflyktige
- 1921 – Johan
- 1920 – Fiskebyn
- 1920 – Erotikon
- 1919 – Sången om den eldröda blomman
- 1919 – Herr Arnes pengar
- 1918 – Thomas Graals bästa barn
- 1917 – Thomas Graals bästa film
- 1917 – Alexander den Store
- 1916 – Vingarne
- 1916 – Kärlek och journalistik
- 1915 – Madame de Thèbes
- 1914 – När svärmor regerar
- 1913 – På livets ödesvägar
- 1913 – En pojke i livets strid
- 1913 – Den okända
- 1913 – Den moderna suffragetten
- 1912 – Den tyranniske fästmannen
- 1912 – Trädgårdsmästaren
- 1912 – De svarta maskerna
- 1912 – Mor och dotter
- 1912 - I livets vår